# Jōjitsu-shū
Die Jōjitsu-shū (jap. 成実宗; dt. etwa „Schule der Realisierung der Wahrheit“) war eine buddhistische Schule in Japan während der Nara-Zeit.

## Geschichte
Der chinesische Vorläufer der Jōjitsu-shū, die Chengshi zong (chinesisch 成實宗, Pinyin Chéngshí zōng, W.-G. Ch'eng-shih tsung), war eine Unterschule der Sanlun-Schule und wird gemeinhin zum späten Hinayana sowie den sogenannten 13 großen buddhistischen Schulen Chinas (chinesisch 十三宗, Pinyin shísān zōng) gezählt.
Ebenso bestand auch in Japan die Jōjitsu-shū im eigentlichen Sinn nur sehr kurz als selbständige Schule. Größtenteils wurden ihre Lehren zusammen mit denen der Sanron-shū rezipiert, mit der sie zusammen zwischen 600 und 625 in Japan eingeführt wurde. Die traditionelle Darstellung verortet die ursprüngliche Überlieferung über Goguryeo und schreibt sie dem Mönch Ekan (chinesisch 慧灌, Pinyin Huìguàn; kor. 혜관, Hyegwan) zu, der sie zusammen mit Sanron-Lehren nach Japan gebracht haben soll. Die enge historische Verbindung von Sanron- und Jōjitsu-Lehren zeigt sich auch bei Eji (慧慈), Lehrer des Prinzen Shōtoku Taishi und seinerseits Vertreter von Sanron- und Jōjitsu-shū.
Lediglich Anfang des achten Jahrhunderts erfuhr die Jōjitsu-shū eine kurze Phase der Unabhängigkeit von anderen Schulen.
Eine Proklamation der Regierung von 806 listete die Jōjitsu-shū dann als Zweig der Sanron-shū auf, in der sie somit auch schließlich komplett aufging.

## Schriften
Grundtext der Schule ist das Jōjitsu-ron (成實論), dabei handelt es sich um Harivarmans Satyasiddhi-śāstra in seiner Übertragung ins Chinesische im Jahre 411 durch Kumārajīva. Es referiert in erster Linie Lehren der Sautrāntika genannten Sutren-Schule des frühen indischen Buddhismus und kritisiert Konzepte der Sarvāstivāda. Es wird aber auch mitunter zur Dharmagupṭaka- oder zur Bahuśrutīya-Schule gerechnet oder auch einfach als eigenständiges und eklektizistisches Werk aufgefasst. Eine genaue Zuordnung ist äußerst schwierig, da das Sanskrit-Original nicht mehr erhalten ist.
Das Jōjitsu-ron besteht aus fünf Teilen. Im ersten Teil geht es auf die Drei Juwelen und in den nachfolgenden jeweils in umfassender Ausführlichkeit auf die Vier Wahrheiten ein.
Eine der wenigen Ausnahmen der Marginalisierung der Jōjitsu-shū in den intellektuellen Auseinandersetzungen des Nara-Buddhismus bildete das – verlorengegangene – Jōjitsu-ron-sho (成實論疏), eine Arbeit des Koreaners Do-chang (chinesisch 道藏, Pinyin Dàozàng, W.-G. Tao-tsang; Hangeul 도장; jap. Dōzō), der um 680 aus Paekche nach Yamato einwanderte.
Es handelt sich beim Jōjitsu-ron-sho um einen Kommentar zum Jōjitsu-ron. Es umfasste 16 Bände und sorgte kurzzeitig für ein erstarkendes Interesse am Jōjitsu-ron und seinen Lehren.

## Lehre
Mit dem Jōjitsu-ron wendet sich die Jōjitsu-shū radikal gegen jeglichen ontologischen Dualismus. Die Existenz unterschiedlicher Seinsbereiche wird ausgeschlossen. Andererseits ist Existenz nur im konventionellen Sinne verstehbar. Konsequent analysiert erschließe sich allerdings, dass keinem Seienden Substanz zukomme, daher alles leer (kū) sein müsse. Selbst die Daseinsfaktoren existieren somit nur als Bezeichnungen, außerhalb dieser Bezeichnungen entspricht ihnen jedoch nichts Seiendes. Das Nirwana erscheint hierin als vollständige Negation jeglicher Vorstellung von Substantialität oder Existenz, es bezeichnet kein eigenständiges Sein. Dass die Daseinsfaktoren im konventionellen Sinn existieren, im Sinne einer absoluten Wahrheit leer sind, entspricht auch – vom Standpunkt der Vertreter der Jōjitsu-shū – der Lehre der zweifachen Wahrheit (satyadvaya) des Mittleren Weges.
Vielfach wurde die Jōjitsu-shū zeit ihres Bestehens von der Sanron-shū wegen ihrer Ansichten über die Unsubstantialität als hinayanistisch und nicht mit dem Mittleren Weg des Mahayana vereinbar diffamiert; es mangele ihr an dem Vermögen, die Lehre von der Leerheit der Dharma auch zu praktizieren. Tatsächlich wurde die Schule aber auch oft dem Mahayana zugerechnet, insbesondere wegen der Behauptung, noch die Anhaftung an der Idee der Leerheit selbst sei ein Geisteszustand, der den Eintritt ins Nirvana verhindere.